# Друмче
Дру́мче (болг. Друмче) — село в Кирджалійській області Болгарії. Входить до складу общини Момчилград.

## Населення
За даними перепису населення 2011 року у селі проживали 24 особи.
Розподіл населення за віком у 2011 році:
Динаміка населення: